# Alloeochaete
Genre
Alloeochaete  est un genre de plantes monocotylédones de la famille des Poaceae, famille des Danthonioideae, originaire d'Afrique australe, qui comprend six espèces.
Ce sont des plantes herbacées vivaces, cespiteuse, aux tiges pouvant atteindre 200 cm de haut, à inflorescence paniculée.
Ces plantes xérophytes préfèrent les habitats ouverts.
Étymologiele nom générique « Alloeochaete » dérive de deux racines grecques  ἀλλοῖος, alloios (différent), et χαίτη, chaite (poil), en référence aux touffes de poils présentes sur la lemme.

## Liste d'espèces
Selon World Checklist of Selected Plant Families (WCSP) (10 mai 2017) :
- Alloeochaete andongensis (Rendle) C.E.Hubb. (1940)
- Alloeochaete geniculata Kabuye (1975)
- Alloeochaete gracillima Kabuye (1975)
- Alloeochaete namuliensis Chippind. (1945)
- Alloeochaete oreogena Launert, Garcia de Orta (1973)
- Alloeochaete ulugurensis Kabuye (1975)